# Distrikt Cupi
Der Distrikt Cupi liegt in der Provinz Melgar in der Region Puno in Südost-Peru. Der Distrikt wurde am 30. August 1826 gegründet. Er besitzt eine Fläche von 217 km². Beim Zensus 2017 wurden 2116 Einwohner gezählt. Im Jahr 1993 betrug die Einwohnerzahl 1646, im Jahr 2007 2572. Sitz der Distriktverwaltung ist die 3953 m hoch gelegene Ortschaft Cupi mit 326 Einwohnern (Stand 2017). Cupi befindet sich 30 km westlich der Provinzhauptstadt Ayaviri.

## Geographische Lage
Der Distrikt Cupi liegt im Andenhochland im Südwesten der Provinz Melgar. Im äußersten Südosten reicht der Distrikt bis zu einem 5000 m hohen Gebirgsmassiv. Die Flüsse Río Lallimayoc und Río Machacmarca durchqueren den östlichen Teil des Distrikts in nordnordöstlicher Richtung und entwässern das Areal zum Río Pucará (auch Río Santa Rosa).
Der Distrikt Cupi grenzt im Westen an den Distrikt Pallpata (Provinz Espinar), im Norden an den Distrikt Macari, im Osten an den Distrikt Umachiri sowie im Süden an den Distrikt Llalli.

## Ortschaften
Im Distrikt gibt es neben dem Hauptort folgende größere Ortschaften:
- Corani
- Machacmarca